# 戦闘空母
戦闘空母（せんとうくうぼ）は、アニメ「宇宙戦艦ヤマトシリーズ」に登場する架空の宇宙空母である。

## 概要
現実世界でいう航空戦艦（航空母艦と戦艦の能力を併せ持つ軍艦）に相当する。劇中に登場する勢力ではガミラス帝国とガルマン・ガミラス帝国、およびボラー連邦がこの艦種を保有している。なお、PSゲームシリーズでは地球防衛軍と暗黒星団帝国も保有している。

## 地球防衛軍
PS版『さらば宇宙戦艦ヤマト 愛の戦士たち』および、PS2版『宇宙戦艦ヤマト イスカンダルへの追憶』『宇宙戦艦ヤマト 暗黒星団帝国の逆襲』『宇宙戦艦ヤマト 二重銀河の崩壊』に登場する。デザイン担当は宮武一貴。
また、『宇宙戦艦ヤマト2199』以降のリメイクアニメシリーズでは、『宇宙戦艦ヤマト2205 新たなる旅立ち』『ヤマトよ永遠に REBEL3199』に登場する。デザイン担当は玉盛順一朗。

## ガミラス帝国

### 戦闘空母
『宇宙戦艦ヤマト』『宇宙戦艦ヤマト2』に登場する。デザイン担当は松本零士（準備稿）、加藤直之（決定稿）。
三段空母と並び、ガミラス帝国の保有する主力宇宙空母の一種。双胴を思わせる外観と、後方に寄せられた上部構造物群が特徴的である。最も特徴的なのは飛行甲板であり、普段は艦載機の離着艦用の甲板だが、攻撃モードになるとそれを反転させ、左右に二分割された甲板上に二列縦列に配置された複数のミサイルランチャーや砲塔などの火器を出現させることが可能である。火力については巡洋艦並みである。また、上記のように艦橋構造物は極端に後方に偏しており、それにより全通甲板に近い飛行甲板面積を確保している。右舷にはアングルド・デッキ（斜め離艦用飛行甲板）がせり出している。推進ノズルを艦後部に縦に、艦底後部にそれぞれ2基、計4基配置している。
常時使用可能な兵装として、艦橋前後に3連装主砲を背負式に各2基ずつ、舷側部に各2基ずつで計8基装備。下部に多連装ミサイル発射管2基（劇中未使用）。設定上明言は無いが、艦橋側面部に何らかの発射口、艦首・艦尾部分に何らかの魚雷発射管がある。
三段空母と同様に、地上に着陸する際に使用する引き込み式の主脚が艦底部にある。ゴムタイヤを4軸ボギー式に配置した主脚で、左右舷にそれぞれ3か所、計6か所有する。
劇中では「戦艦空母」と呼ばれることもある。
本艦の旗艦発展型としてデスラー戦闘空母が『宇宙戦艦ヤマト 新たなる旅立ち』に登場する。

#### 劇中での登場
宇宙戦艦ヤマト
第21話と第22話に、ドメル率いる空母機動艦隊（通称ドメル艦隊）の1隻として登場。この時の艦体の色は赤。アングルド・デッキ（斜め離艦用飛行甲板）に白い中心線1本が描かれている。
オメガ戦線という戦域で作戦行動中だったが、第21話において七色星団での決戦に備え、ガミラス本星に呼び戻される。この時の隊長はハイデルン。飛行甲板上に重爆撃機1機を載せた状態となっている。
第22話で、三段空母の艦載機による攻撃で索敵・戦闘能力が低下したヤマトに向けて、波動砲を封じるべくハイデルン自らの操縦で重爆撃機を発進し、ドメラーズ2世の瞬間物質移送器により、ヤマトの至近距離に接近し、ドリルミサイルを波動砲口に撃ち込むことに成功する。その後、甲板を攻撃モードにし、反撃できないヤマトに砲撃を加えながら近づくが、真田志郎とアナライザーによって動力を逆転され本艦目掛けて飛んできたドリルミサイルが艦橋に直撃して轟沈。さらにその爆発が他の空母にも誘爆して、全艦が没する結果となる。
宇宙戦艦ヤマト2
第3話・第11話・第12話で、ガミラス残存艦隊所属艦として登場。仕様は『宇宙戦艦ヤマト』のものと同じだが、色はガミラス標準色の緑。中心線は描かれていない。
第11話・第12話にて、バンデベルが乗艦する艦が、デスラーの命によりヤマトを撃滅すべく単独で出撃する。宇宙空間にばら撒かれた金属腐食性バクテリアによって、重力発生装置を破壊されて戦闘能力の下がったヤマトに対し、急降下爆撃機による攻撃を行う。その後、艦載機を帰艦させ、攻撃モードに移行し直接攻撃を行おうとするが、後始末の不徹底により自艦もバクテリアの被害を受け火器が機能不全に陥り、その隙に戦闘機能を復旧したヤマトの主砲が左舷前方から右舷後方へ貫通し損傷。さらに、自艦にバクテリアが迫ってきたため撤退する。
戦闘結果は不本意なものに終わったが、ヤマトの主砲の直撃を受けながらも自力での離脱に成功したことは、ヤマトシリーズの敵艦船としては珍しい。

#### リメイクアニメ
『宇宙戦艦ヤマト2199』『宇宙戦艦ヤマト2199 星巡る方舟』『宇宙戦艦ヤマト2202 愛の戦士たち』に登場する。デザイン担当は石津泰志。
本シリーズでは「ゲルバデス級航宙戦闘母艦」という艦級名が設定されている。
全長390メートル、全幅67メートル。デザインは艦橋周辺を中心に大幅なアレンジが加えられているほか、飛行甲板がやや細くなり双胴艦体部とは少し離れた位置になっている。艦尾の推進ノズルは中央に縦列2基、左右に1基ずつ、さらに艦底に2基配置している。また、両舷のインテーク状の構造物は、本作においてガミラス艦艇のほぼ全てに意匠のように施されている「目玉」になっている。
最大の特徴である砲塔を装備した甲板は「遮蔽式砲戦甲板」という名称になり、上部砲戦甲板の砲のうち、連装砲塔と最後尾の固定式多連装砲が三連装砲塔に変更されている。なお、後部の2基は前部の4基より口径が大きい。また、砲戦甲板は飛行甲板上のみではなく、艦底部にも備わっている。さらに艦尾の三連装主砲塔も1基は格納可能となっており、非戦闘時は武装を格納して艦橋を中心とした構造物下部のシャッターを開くことで、全通式の飛行甲板となるという設定が付加されている。
艦載機は状況に応じて艦上戦闘機・艦上攻撃機・雷撃機・偵察機などを幅広く運用することができる。
旧作では戦艦と空母の両方の能力を兼ね備えた精鋭艦として描かれていたが、本作では性能とコストのバランスを取れなかった失敗兵器という扱いになっている。「アベルト・デスラー政権下での版図拡大政策の中で活況を呈したガミラスの軍事企業群による、属州惑星の統治を旗印とした特殊艦艇の試作競争の中で生み出された艦級。戦艦と空母の特性を併せ持ち、単艦での長期作戦に適した艦であり、情報収集や未開拓地の探査、敵の補給線荒らしなどの戦闘行動を期待されていた。しかし、通常艦艇の約2倍という膨大な建造費と、複雑な建造工程などにより、兵器開発局からの増産許可が下りず、実戦配備された艦は極少数に留まった。」という背景が設定されている。

##### 劇中での登場（リメイクアニメ）
宇宙戦艦ヤマト2199
旧作と同様、七色星団の戦い（本作では「七色星団海戦」）において、ドメル艦隊の一角として1隻登場する。ただし、参戦経緯は旧作から改変されている。
ダロルド
第19・20話に登場。ゲルバデス級の試作第1号艦。艦長はドーラ・バレク。
艦体は試験用を示す赤色となっており、飛行甲板先端にはガミラス数字で「04」と表記されている。長らくドック入りしていたところを、ドメル機動部隊の1隻として再稼動される。その艦体色と異様な姿から、兵士からは「赤い火竜」とも称されている。
「空間重爆撃機DBG88 ガルント」を搭載し、七色星団海戦に参加。海戦終盤においてドメル艦隊の先陣を切ってヤマトに砲撃を仕掛けるが、反転してきた特殊削岩弾の至近爆発に誘爆し、第三空母「シュデルグ」を巻き込んで爆沈する。

宇宙戦艦ヤマト2199 星巡る方舟
第8警務艦隊の所属艦として2隻登場する。
ミランガル
艦隊旗艦。艦長はネレディア・リッケ。
赤・白・黒の3色迷彩塗装となっており、飛行甲板先端にはガミラス数字で「28」と表記されている。警務艦隊を率いて、単艦で航行中のランベアを停船させるが、ともに薄鈍色の異空間へ迷い込む。その後しばらくは惑星上空で待機していたが、ガトランティス艦隊の襲撃に際して、バーガーを指揮官として乗艦させ、ヤマトとともに決戦に臨む。多数の被弾に遭いながらも奮戦を続けた末、艦体が真っ二つに割れる最期を迎えたが、バーガーは辛うじて生還する。
ニルバレス
艦体は他のガミラス艦と同様の緑基調の塗装となっており、飛行甲板先端にはガミラス数字で「99」と表記されている。ミランガルと同様、ランベアや警務艦隊とともに異空間へ迷い込む。その後、ガトランティス艦隊との決戦に臨むが、敵艦隊との直接戦闘の前に火焔直撃砲のアウトレンジ攻撃で撃沈される。

宇宙戦艦ヤマト2202 愛の戦士たち
本作ではデスラー艦隊に所属する艦として登場。後述する第26話の青色の艦以外は全てダロルドと同じ赤色となっている。
第11話において、ノイ・デウスーラに多数のガミラス艦艇と共に3隻が合流する形で初登場する。
第15話においてテレザート星上でヤマトと交戦し、パルスレーザー砲で艦底部を蜂の巣にされる。轟沈したかどうかは不明だが、次話では2隻しか画面上に登場していない。第16話において親デスラー派の艦隊がさらに合流した際、その中に6隻が確認でき、第17話の1シーンでは合計8隻がデスラー艦隊として登場している。
第23話ではデスラー総統救出に2隻がノイ・デウスーラへと駆けつけ、コアシップを護衛して離脱する。
第26話において甲板にデウスーラ・コアシップを乗せた青色のゲルバデスが登場する。このゲルバデス級は通常よりも遥かに大きいが、本作は演出に合わせて画面上のメカのサイズを調整することもあるため、このサイズの差異が設定上なのか演出上なのかは不明。これについては『2205』時に補完する設定が考えられており、本物のゲルバデス級ではなく、同級のデザインを流用して建造した別種の艦「超ゲルバデス級航宙輸送艦」とされた。第23工廠植民惑星で独自に計画・試作された超大型艦で、デザインこそ模しているが開発経緯にゲルバデス級との関連性はない。あくまでも輸送艦であるため、外観こそゲルバデス級だが実際はハリボテであるという。戦闘には向かないが長期の惑星探査航海とは相性が良いため、デスラーと民主ガミラスの和解に伴い、移住惑星探索用の艦としてデスラー派へ譲渡された。
宇宙戦艦ヤマト2205 新たなる旅立ち
上記の超ゲルバデス級航宙輸送艦が冒頭に登場する。
デスラーがボラー連邦との交渉のためにガルマン星へ訪問する際に使用。交渉中はボラー艦隊に完全包囲されており、ボラー側はそれを理由に強気の態度を取るが、実際にはこの艦はただの囮であり、交渉決裂とともにデスラーの合図で自爆し、波動共鳴現象を引き起こす。これにより周囲のボラー艦の行動を阻害し、その隙にガミラス艦隊が攻撃を開始してボラー艦隊を圧倒。本艦はガルマン星解放戦の鏑矢となった。

### 航宙戦闘母艦CCC
『2202』第6章に登場するアンドロメダ級空母型のライセンス生産艦。現在までに｢ノイ・バルグレイ｣以下4隻が確認されている。

## 暗黒星団帝国
PS2版『宇宙戦艦ヤマト 暗黒星団帝国の逆襲』『宇宙戦艦ヤマト 二重銀河の崩壊』に登場する。艦名は「暗黒星団戦闘空母級」。原作であるアニメ『ヤマトよ永遠に』には登場していない。デザイン担当は宮武一貴。
その大きさは同帝国の巨大戦艦を大きく上回る。艦体前部は巨大宙母に似ており、円盤状の艦体をしている。同艦体中央部首尾線方向に大きな切り込みが有り、そこを幅の広い1本の全通式飛行甲板を有している。この艦体前部の円盤状艦体に、艦体後部となる扇型艦体が一体化して艦体全体を構成している点が、本艦の構造上の特徴のひとつとなっている。
艦上中央には艦首から艦尾に伸びる全通式飛行甲板が設置されており、艦尾部からはV字型に枝分かれするようにアングルド・デッキが左右1本ずつ伸びている。このアングルド・デッキも、扇型艦体を切り抜く形で作られている。全通式飛行甲板、およびアングルド・デッキが艦体に包まれる形で設置されているという構造は、艦上全体が飛行甲板となっていた暗黒星団大型主力空母とは異なる。しかし、艦橋などの艦体上構造物は、艦体中央部の左右両舷と左右両艦尾の4か所から延びるアーチ橋の上に作られており、一種の中空構造となっている点は大型主力空母と共通した構造となっている。
武装は艦体後部に3連装主砲を10基装備。また、設定画上で明示されていないが、他の艦の対空砲座と同じディティールが各所にある。ゲームシステム上は大口径主砲5基と対空機銃2群となっている。
塗装は暗いスチールブルー一色。
『暗黒星団帝国の逆襲』では、ステージ11「星雲中心の暗黒」において、ヤマトを暗黒星雲中心の超巨大ブラックホールのシュバルツシルト面に叩き落とすべく、その近辺に展開したミヨーズ艦隊の空母として登場。また、『二重銀河の崩壊』では、ステージ05「決闘」でサーグラスの艦隊所属艦として「ドムドーラ」が登場し、ほかにもステージ08「隠された星」で白色銀河内にある第8補給基地守備艦隊所属艦として、ステージ09「もう一つの地球」で戦艦グロデーズの随伴艦として登場している。

## ガルマン・ガミラス帝国
『宇宙戦艦ヤマトIII』に登場する。デザイン担当は板橋克己。
二連三段空母や大型戦闘艦と並ぶガルマン・ガミラスの最新鋭艦であり、ガミラス帝国の戦闘空母の直系の後継艦。大型化され、全長は522mを誇る。塗装はガルマン・ガミラス標準色の濃緑となっており、甲板は灰色、艦橋先端部がオレンジで艦首部は黒。ガミラス帝国時代の艦と区別するため模型などでは「ガルマン・ガミラス戦闘空母」とも呼ばれる。
アングルド・デッキがなく、艦載機の出入り口付近の甲板にエレベータ2基が並列配置され、エレベーターの位置に合わせてカタパルトレール状の黒い中心線が1本ずつ、計2本描かれている。また、ガミラスの戦闘空母の最大の特徴だった飛行甲板の反転機構は無い。
全体のデザインについても、線が直線的になっており、艦後部にある翼が4枚から2枚に減少し、代わりに艦体横に細長い翼が1枚ずつ計2枚追加されている。艦後部に配置されている推進ノズルも縦配置から横配置に変更され、艦底部の推進ノズルと両舷のエアインテーク状の構造物は廃止されている。
兵装は、艦橋前部に回転速射砲塔1基と3連装主砲2基、艦橋後部に大型回転速射砲塔1基となっている。
劇中では第10話と第11話に登場。ガルマン・ガミラス東部方面軍がヤマトを撃滅のために、（ガルマン・ガミラス帝国の総統デスラーは、ヤマトとは知らずに）ガルマン・ガミラス本星から東部方面軍総司令ガイデルへ3隻供与され、二連三段空母1隻、円盤型旗艦1隻の計5隻で第17空母艦隊を編成、ダゴン指揮下で白鳥座星域付近の戦いに投入される。しかし、攻撃シーンが一切ないまま、ヤマトの主砲で3隻とも轟沈する。

なお、第16話でガルマン・ガミラス本星での軍事パレードに参加している戦闘空母がいるが、これは本艦ではなく、本艦と同じ塗装のデスラー戦闘空母である。

## ボラー連邦
『宇宙戦艦ヤマトIII』に登場する。デザイン担当はサブマリン。
2つの半円を前後につなぎ合わせたようなシルエットをしている。塗装は青紫が標準だが、第22話では赤色の艦も登場する。
武装として、前部甲板上にボラー艦として一般的な板状の格納式砲塔を2基、前方の半円状艦体の左右に小規模の格納式砲を2基持つ。
先端部分の横長の開口部が艦載機発進口であり、同国の大型空母やバルコム艦と共通性のあるスタイルである。平べったい外観も共通点である。艦体下部にシャッター開閉式の艦載艇発進口があり、第22話劇中ではここから上陸用舟艇を発進させている。